# تانيا توم
تانيا تيريزا توم (من مواليد 11 نوفمبر 1981 في موزمبيق، مابوتو) , و هي أحد الشخصيات الشهيرة في موزمبيق حيث أنها ناشطة سياسية، رائدة أعمال، إعلامية وشاعرة.

## حياتها
تانيا توم  من الشخصيات البارزة مجتمعيا وسياسياً في موزمبيق، وقد حازت على العديد من الجوائز الدولية ومنها جائزة التميز التي منحها إياها الرئيس الموزنبيقي، وأيضاً جائزة البرتغال الأكاديمية (البرتغال/أفريقيا) من الرئيس البرتغالي السابق ماريو سواريز. فهي خبيرة اقتصادية، رائدة أعمال واستثمارية مخضرمة وخبرتها تعود لأكثر من 12 عام في هذه المجالات.  لها خبرة واسعة في مجال الإستثمار، الحد من مخاطر الائتمان المالي، إدارة الأعمال، القيادة وبرامج منح الجوائز. قامت بتأسيس منظمة إيكوكايا وحالياً ترأس مجلس إدارة المنظمة، كما تطوعت للعمل في منظمة NGO الثقافية للتنمية كمدير عام، وهو برنامج مجتمعي حظي بدعم شخصي من الرئيس أوباما، وهي أيضاً نائب رئيس منظمة موفر/غرين NGO، والمتحدث الرسمي في مؤتمر رواد الأعمال الشباب. لها شخصية تيلفيزيونية كما أن لها مؤلفات منشورة. بعد أن تمتهي الزمالة؛ ستقوم بتنمية وتوسيع مؤسسة إيكوكايا لتعمل على تقديم الحلول وتبني المشاريع، وكبرنامج إعلامي  لرواد الأعمال وللمشاريع الصغيرة والمتوسطة. قمت تانيا بإنشاء مشروع موزبيزنيسز من أجل تدعيم دور المرأة الشابة في مجال الأعمال. حصلت تانيا على شهادة الماجستير في الاقتصاد وإدارة الأعمال من الجامعة الكاثوليكية البرتغالية. 

## قادة افريقيا الشباب
من بين 1000 مشارك من القادة الشباب من حول العالم، تم اختيار تانيا توم لتحمل لقب قائدة أفريقية شابة 2016، وكان الرئيس أوباما هو من منحها هذا اللقب أثناء مراسم مؤتمر زمالة واشنطن ومانديلا.
تانيا توم التي التي نقلت الثقافة واللغة الموزمبيقية و البرتغالية أثناء تجولها حول العالم، كانت مؤخرا في كينيا في أغسطس 2015، وتم منحها لقب رائدة أعمال بارزة من قبل الحكومة الأمريكية، و ذلك أثناء القمة الدولية لريادة الأعمال والتي شارك بها الرئيس الكيني كينياتا والرئيس الأمريكي باراك أوباما.
خلال هذه القمة بجانب الرئيسين الكيني والأمريكي تواجد العديد من المستثمرين، رواد الأعمال البارزين، وممثلي الحكومات الرسميين من مختلف دول العالم. و من الشخصيات البارزة التي حضرت القمة ستيف كايس، دايمون شاركز، توني إلوميلو، وممثلي الأمم المتحدة وغيرهم من الشخصيات البارزة.
و قد برزت تانيا من بين آلاف رواد الأعمال المشاركين في القمة بسبب تاريخها الطويل في هذا المجال وانجازاتها، وقد قام المصورون الصحفيون بالتقاط صورة لها يظهر فيها الرئيس أوباما ونشرت الصورة على الصفحة الأولى في أخبار ريادة الأعمال الدولية. 